# .pf
.pf는 프랑스령 폴리네시아의 인터넷 국가 코드 최상위 도메인이다.
.pf 도메인 이름을 등록하려면 지역 연락이 필요하다. 3차 도메인으로 공식 등록이 가능한 유일한 2차 도메인은 .com.pf이지만 대부분의 등록은 2차 도메인으로 직접 가능하다.

## 같이 보기
- ISO 3166-2:PF
- .fr
- .eu